# 4ever
4ever is een nummer van de Australische popgroep The Veronicas. Het werd oorspronkelijk als single uitgebracht van het debuutalbum The Secret Life of... in 2005 en 2006. Na het succes van de (her)uitgave van Untouched werd het nummer opnieuw uitgebracht in onder andere de Verenigde Staten en Nederland, terwijl het in het Verenigd Koninkrijk als de tweede single van de band wordt uitgebracht

## Achtergrondinformatie
Het nummer werd in Australië uitgebracht als de leadsingle en bereikte in 2005 de tweede positie in Australië. Het nummer werd in 2006 in Nederland en Vlaanderen als de tweede single na When It All Falls Apart uitgebracht en strandde op de twintigste plek in de tipparade maar bereikte wel de 26ste positie in de Ultratop 50.
Het nummer werd vroeg in 2006 gepromoot in de Verenigde Staten door Archie Comics doordat het genoemd werd in een album, waarin de Veronicas een gastoptreden hadden. Men kon bij aanschaf van een exemplaar het nummer gratis in mp3-versie downloaden.
4ever wordt in het Verenigd Koninkrijk als de tweede single uitgebracht en staat op een herziene editie van het tweede studioalbum Hook Me Up, waar ook nummers van The Secret Life of... op staan.
De heruitgave van het nummer kwam op de 25ste positie binnen in de Nederlandse tipparade.

## Tracklist

### Cd-single
1. "4ever" - 03:30
2. "How Long" - 03:52
3. "Did Ya Think" - 02:45

### Amerikaanse promotie-maxi-cd
1. "4ever" (Claude Le Gache extended vocal) - 07:16
2. "4ever" (Morel's Pink Noise mix) - 07:07
3. "4ever" (L.E.X. PCH mix) - 09:32
4. "4ever" (E Smoove club) - 07:36
5. "4ever" (Mac Quayle Break mix) - 07:21
6. "4ever" (Claude Le Gache mixshow) - 05:40
7. "4ever" (Claude Le Gache dub) - 07:17
8. "4ever" (Morel's Pink Noise dub) - 07:08

### Download-ep
1. "4ever" (Claude Le Gache extended edit) - 04:54
2. "4ever" (Morel's Pink Noise edit) - 04:57
3. "4ever" (E Smoove club edit) - 04:57
4. "4ever" (Lex PCH club edit) - 04:53
5. "4ever" (Mac Quayle Break edit) - 04:55

### Heruitgave uit 2009
1. "4ever" - 03:29
2. "4ever" (Jason Nevins remix) - 07:27
3. "4ever" (Cicada remix) - 06:12

## Verschijningsdata
| Regio                | Datum                        | Label  | Soort uitgifte      |
| -------------------- | ---------------------------- | ------ | ------------------- |
| Nederland/Vlaanderen | 5 juli 2005                  | Warner | Download            |
| Australië            | 15 augustus 2005             | Sire   | Cd-single, download |
| Nederland/Vlaanderen | 15 augustus 2005             | Warner | Download            |
| Verenigde Staten     | 30 augustus 2005             | Sire   | Radio               |
| Verenigd Koninkrijk  | 28 september 2009            | Sire   | Cd-single, download |
| Verenigde Staten     | 26 oktober 2009 (heruitgave) | Sire   | Radio               |
| Nederland/Vlaanderen | Oktober 2009                 | Warner | Cd-single, download |

## Hitnotering
| "4ever" in de Nederlandse Top 40 - binnen: 24-10-2009 | "4ever" in de Nederlandse Top 40 - binnen: 24-10-2009 | "4ever" in de Nederlandse Top 40 - binnen: 24-10-2009 | "4ever" in de Nederlandse Top 40 - binnen: 24-10-2009 | "4ever" in de Nederlandse Top 40 - binnen: 24-10-2009 | "4ever" in de Nederlandse Top 40 - binnen: 24-10-2009 | "4ever" in de Nederlandse Top 40 - binnen: 24-10-2009 |
| Week                                                  | 1                                                     | 2                                                     | 3                                                     | 4                                                     | 5                                                     |                                                       |
| ----------------------------------------------------- | ----------------------------------------------------- | ----------------------------------------------------- | ----------------------------------------------------- | ----------------------------------------------------- | ----------------------------------------------------- | ----------------------------------------------------- |
| Nummer                                                | 32                                                    | 26                                                    | 24                                                    | 21                                                    | 31                                                    | uit                                                   |

| "4ever" in de Nederlandse Single Top 100 | "4ever" in de Nederlandse Single Top 100 | "4ever" in de Nederlandse Single Top 100 | "4ever" in de Nederlandse Single Top 100 | "4ever" in de Nederlandse Single Top 100 |
| binnen: 19-09-2006                       | binnen: 19-09-2006                       | binnen: 19-09-2006                       | binnen: 24-10-2009                       | binnen: 24-10-2009                       |
| Week                                     | 1                                        |                                          | 2                                        |                                          |
| ---------------------------------------- | ---------------------------------------- | ---------------------------------------- | ---------------------------------------- | ---------------------------------------- |
| Nummer                                   | 92                                       | uit                                      | 83                                       | uit                                      |